# Sevedstorpagölen
Sevedstorpagölen är en sjö i Vetlanda kommun i Småland och ingår i Emåns huvudavrinningsområde. Sjön är 4,2 meter djup, har en yta på 0,035 kvadratkilometer och befinner sig 256 meter över havet.